# Giacomo Giretto
Giacomo Giretto (ur. 5 stycznia 1973 w Imperii) – włoski siatkarz występujący obecnie w Serie A, w drużynie M. Roma Volley. Gra na pozycji środkowego. Mierzy 206 cm. 83 razy wystąpił w reprezentacji Włoch.

## Kariera
- 1990–1996  Maxicono Parma
- 1996–1998  Alpitour Cuneo
- 1998–1999  Sisley Treviso
- 1999–2000  Del Monte Ferrara
- 2000–2002  Prisma Taranto
- 2002–2003  RPA Perugia
- 2003–2004  Gioia Del Colle
- 2004–2005  AS Cannes
- 2005–2006  Prisma Taranto
- 2006–  M. Roma Volley

## Sukcesy
- Mistrzostwo Świata: 1994
- Zwycięstwo w Lidze Światowej: 1994, 1995
- Puchar Ligi Mistrzów: 1999
- Puchar CEV: 1992, 1995, 2008
- Superpuchar Europy: 1996, 1997
- Mistrzostwo Włoch: 1992, 1993, 1999
- Puchar Włoch: 1992
- Superpuchar Włoch: 1996, 1998
- Mistrzostwo Francji: 2005